# Bundesstraße 66n
Pour les articles homonymes, voir Route 66 (homonymie).
La Bundesstraße 66n est une Bundesstraße à Cologne, dans le Land de Rhénanie-du-Nord-Westphalie.

## Géographie
Cette Bundesstrasse bifurque sur la B 238 et, après 5,3 km, mène à l'Ostwestfalenstraße (L 712), qui mène ensuite de Blomberg à Warburg en tant que B 252.

## Histoire
L'itinéraire, qui comprend également 11 structures de pont, est construit à partir de novembre 2001 et ouvert à la circulation le 15 mai 2004.
En 2015, le district de Detmold délivre l'approbation de planification pour la nouvelle construction de la route fédérale entre Bielefeld et Leopoldshöhe-Asemissen.
En juillet 2016, l'itinéraire à l'est de Bielefeld n'est plus classé comme un besoin urgent.
Le tronçon entre Bielefeld et Leopoldshöhe-Azemissen est en cours de construction, l'achèvement étant prévu pour 2023.